# Plan corporal
El plan corporal, patrón corporal, arquetipo o Bauplan (del alemán) de un animal se refiere, básicamente, a la configuración general de su estructura y organización, a la disposición interna de sus tejidos, órganos y sistemas, a su simetría y el número de segmentos corporales y de extremidades que posee. Los planes corporales son objeto de estudio de la morfología, en particular de la anatomía comparada, de la taxonomía y de la filogenia.

## Aspectos básicos de los planes corporales y su motivo evolutivo
La presencia de una cavidad general interna permite una mejor absorción de los nutrientes al crear un microambiente en el que se pueden concentrar los nutrientes y las diferentes estrategias para introducirlos en el organismo. Esta mejora en la nutrición es imprescindible en los animales grandes, que tienen una relación superficie/volumen baja.
La simetría radial aparece en formas que pueden quedar divididas en mitades semejantes por más de dos planos que contengan a su eje longitudinal, y responde a las necesidades de animales primariamente sésiles, rodeados por un medio homogéneo y rico en nutrientes y oxígeno (medios marinos).
La aparición de la simetría bilateral constituyó un enorme avance, ya que los animales bilaterales están mucho más adaptados para moverse hacia delante que los animales de simetría radial. La simetría bilateral está estrechamente ligada a la cefalización. Se cree que los bilaterales constituyen un grupo monofilético, que se denomina Bilateria.
Una innovación fundamental que aparece en los animales bilaterales es el celoma, un espacio lleno de líquido que rodea al tubo digestivo. El celoma proporciona un diseño del tipo ``tubo dentro de otro tubo´´ lo que permite una compartimentación mucho mayor de la cavidad interna. También supone la disponibilidad de espacio para los órganos viscerales, y permite mayor tamaño y complejidad al dejar mayor superficie expuesta para intercambios celulares. El celoma, lleno de líquido, funciona adicionalmente como esqueleto hidrostático, especialmente en ciertos gusanos.
La metamería o segmentación es la repetición seriada de unidades corporales a lo largo del eje longitudinal de un organismo. Cada una de esas unidades se denomina segmento o metámero. En organismos como las lombrices de tierra y demás anélidos, en los que la metamería se presenta de manera más clara, la disposición segmentada afecta a estructuras, tanto internas como externas, de varios sistemas. Se da repetición de músculos, elementos nerviosos, vasos sanguíneos y sedas locomotoras. Otros órganos, como los sexuales, pueden repetirse solo unos cuantos segmentos. La verdadera metamería solo se encuentra en tres filos: Anélidos, Artrópodos y Cordados. En este último grupo la metamería queda enmascarada por el desarrollo posterior, pero en determinadas etapas de la embriogénesis es muy clara. La metamería difusa o anillación superficial del ectodermo y de la pared del cuerpo se puede encontrar en otros muchos y muy diversos grupos de animales.

## Esquema de planes corporales
1. Unicelular
2. Pluricelular

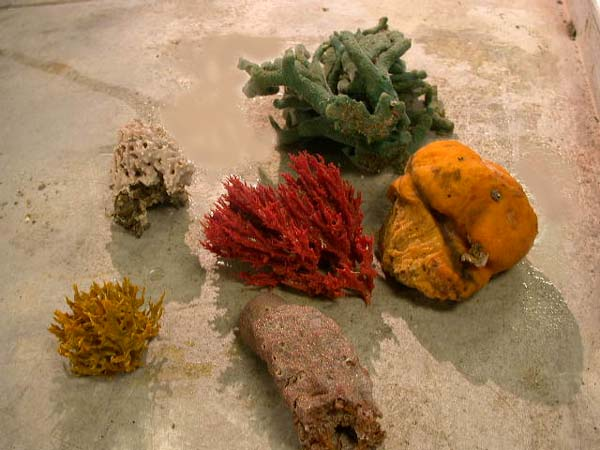
Esponjas.

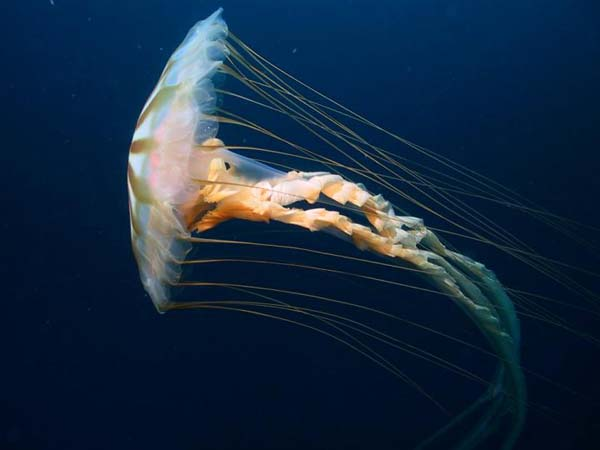
Medusa.

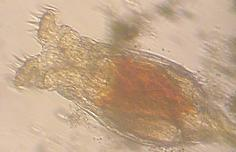
Rotifera.

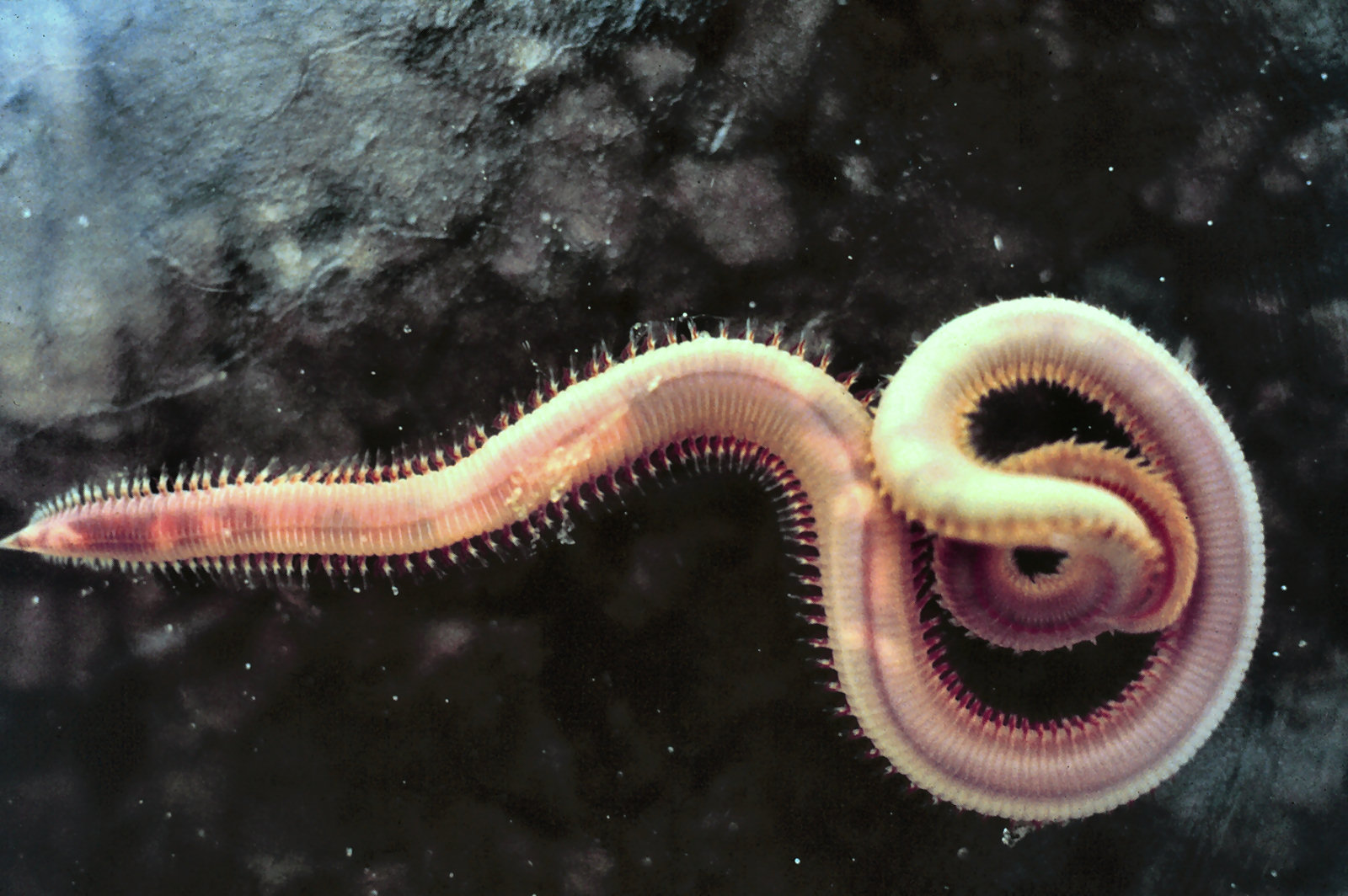
Anélido.

  1. Agregado celular: sin hojas embrionarias ni tejidos (y, por tanto, sin órganos), asimétricos, digestión intracelular (Mesozoos, Porifera (esponjas)).
  2. Eumetazoos: hojas embrionarias, verdaderos tejidos, boca, cavidad digestiva.
    1. Simetría radial, dos hojas embrionarias (sin mesodermo): Cnidarios, Ctenóforos.
    2. Bilateria: simetría bilateral, triploblásticos (ectodermo, mesodermo y endodermo)
      1. Plan corporal acelomado
        1. Plan corporal platelminto: la boca se abre en un tubo digestivo ciego; no hay aparato circulatorio (Platelmintos).
        2. Plan corporal nemertino: tubo digestivo completo y aparato circulatorio (Nemertinos).

      2. Plan corporal pseudocelomado: cavidad general no mesodérmica (blastocele embrionario persistente). Sin tubo digestivo (como Acantocéfalos) o con tubo digestivo completo (Nematodos, Rotíferos, Gastrotricos, etc.)
      3. Plan corporal eucelomado: celoma derivado del mesodermo y limitado por peritoneo.
        1. Plan corporal esquizocelomado: celoma por ahuecamiento de bandas mesodérmicas, segmentación espiral.
          1. Plan corporal anélido: cuerpo blando y segmentado.
          2. Plan corporal artrópodo: cuerpo segmentado, exoesqueleto, apéndices articulados.
          3. Plan corporal molusco: cuerpo blando y sin segmentar, con manto y generalmente con concha.

        2. Plan corporal enterocelomado: celoma derivado de sacos mesodérmicos; segmentación radial.
          1. Plan corporal equinodermo: simetría radial secundaria, endoesqueleto con placas.
          2. Plan corporal vertebrado: simetría bilateral, endoesqueleto articulado, sistema nervioso dorsal especializado, esquizocelia modificada.

## Bases moleculares de los planes corporales
Los planes corporales de todas las especies animales están controlados por los genes homeóticos, genes que también existen en hongos y en plantas.
Un subgrupo particular de estos genes son los genes Hox, que contienen una región conservada llamada región hox. La función de los genes Hox es establecer el eje corporal y dar identidad a regiones particulares de ese eje. De esa manera, los genes Hox determinan donde se deben encontrar las extremidades y otras regiones del cuerpo desde el estadio de feto o larva. Las mutaciones en los genes Hox y sus duplicaciones son las responsables de los cambios en los planes corporales, aunque puede haber más genes implicados. La biología del desarrollo estudia los fundamentos genéticos de los planes corporales, mientras que distintas ramas de la zoología proporcionan un inventario amplísimo de éstos, con un enfoque evolutivo.

## Historia del concepto

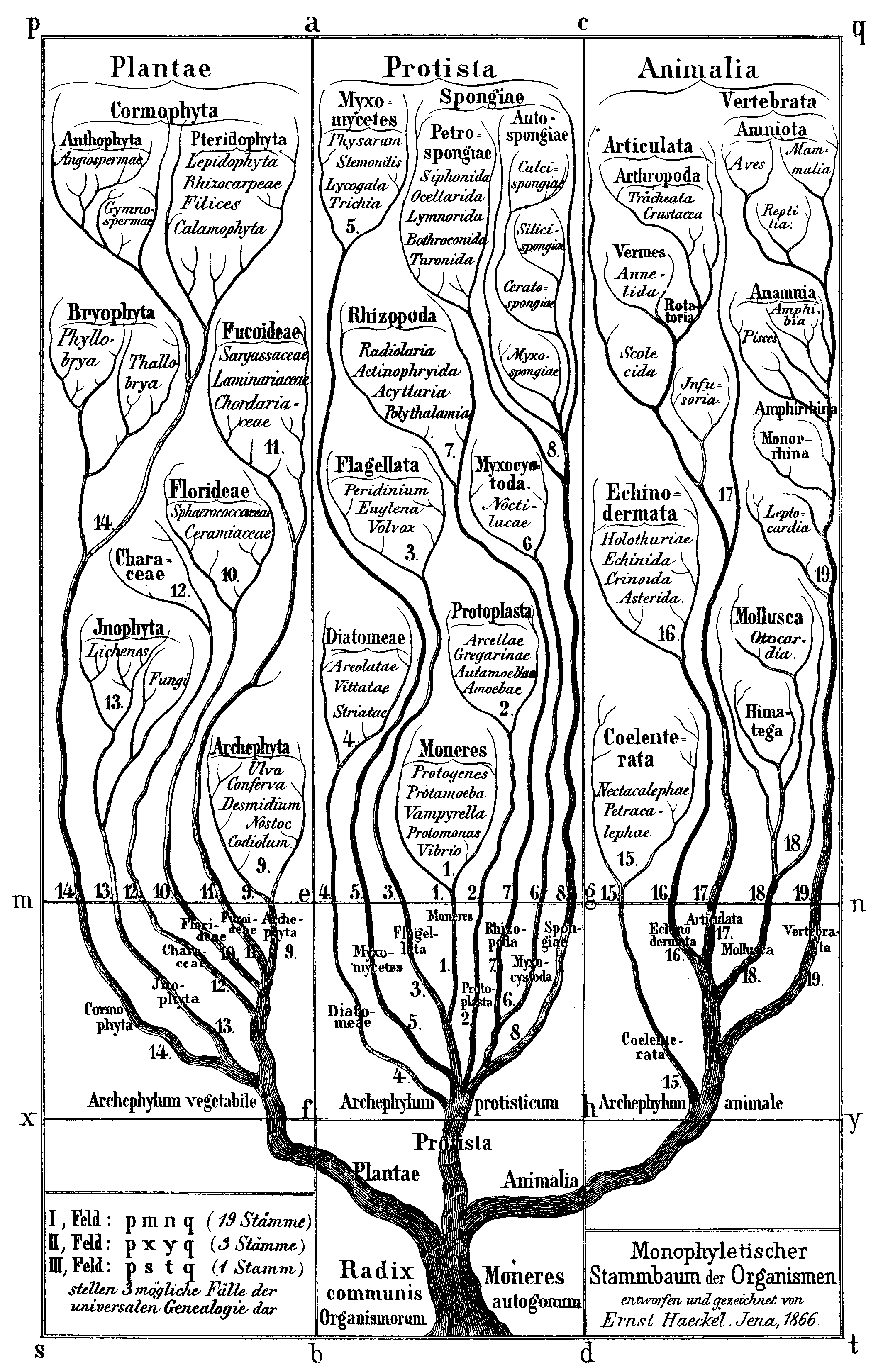
Árbol de la vida según Haeckel,

La idea de unidad de plan corporal ha sido una constante en la historia de la biología. Según ella, existiría un plan de organización común a todos los animales (o bien a cada uno de los grandes grupos de animales) del que las especies no serían más que modificaciones. La idea de unidad de plan se remonta a Aristóteles y fue admitida sin ser desarrollada durante la Edad Media y el Renacimiento (como demuestra la obra de Pierre Belon). No obstante, hasta finales del siglo XVII la idea de unidad de plan no es objeto explícito de ninguna investigación, siendo la obra del anatomista Félix Vicq d'Azyr la más destacada de este período. Pero es en el contexto de la morfología romántica del siglo XIX, especialmente en la obra de Goethe, cuando la idea de unidad de plan alcanza su mayor apogeo. La teoría vertebral del cráneo de Lorenz Oken y la teoría de la metamorfosis de las plantas, de Goethe fueron las hipótesis más célebres inspiradas en esta idea.